# Valle Séssera
Koordinaten: 45° 43′ N, 8° 14′ O

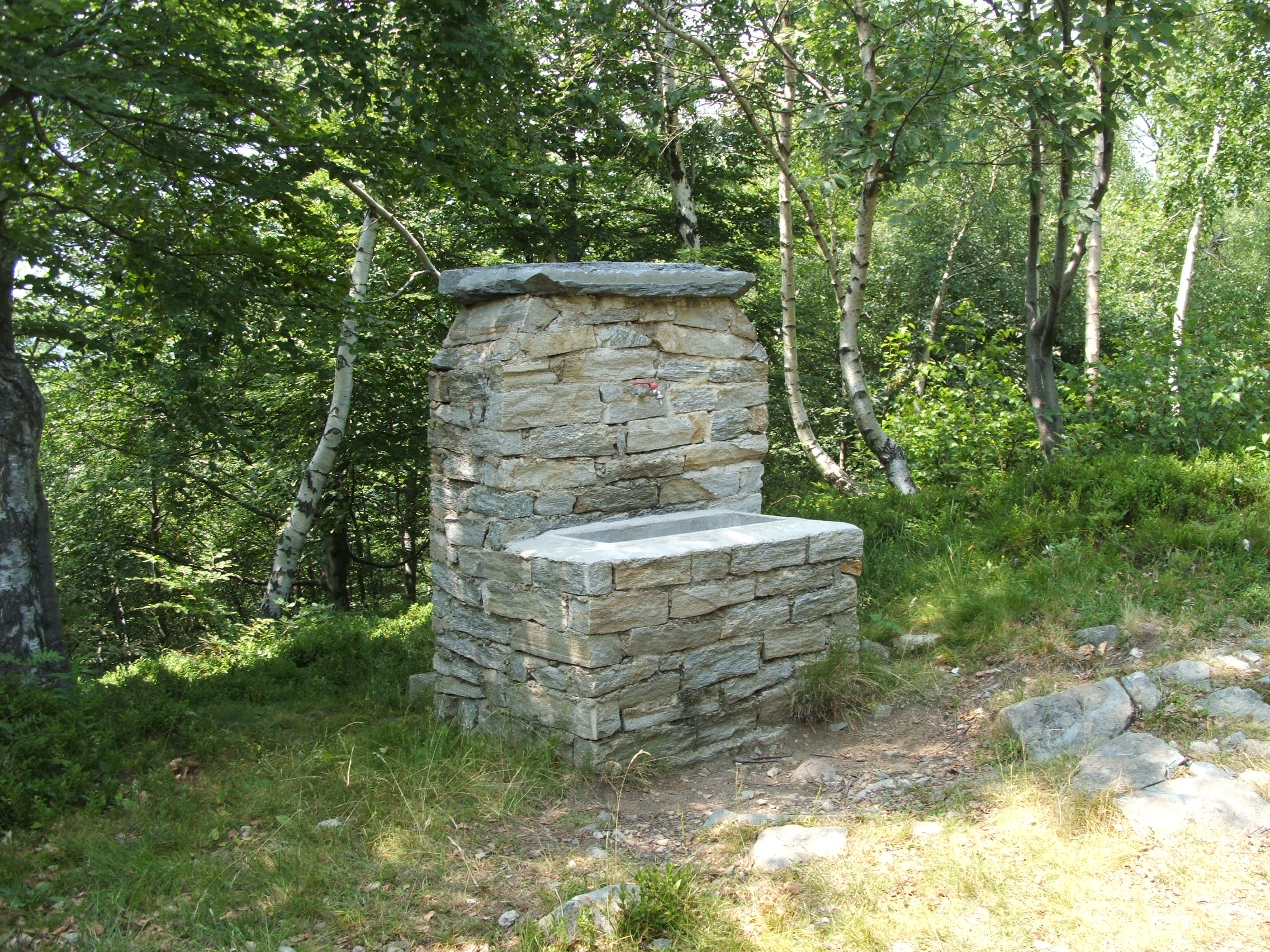
Eine Quelle in den Wäldern des Tales

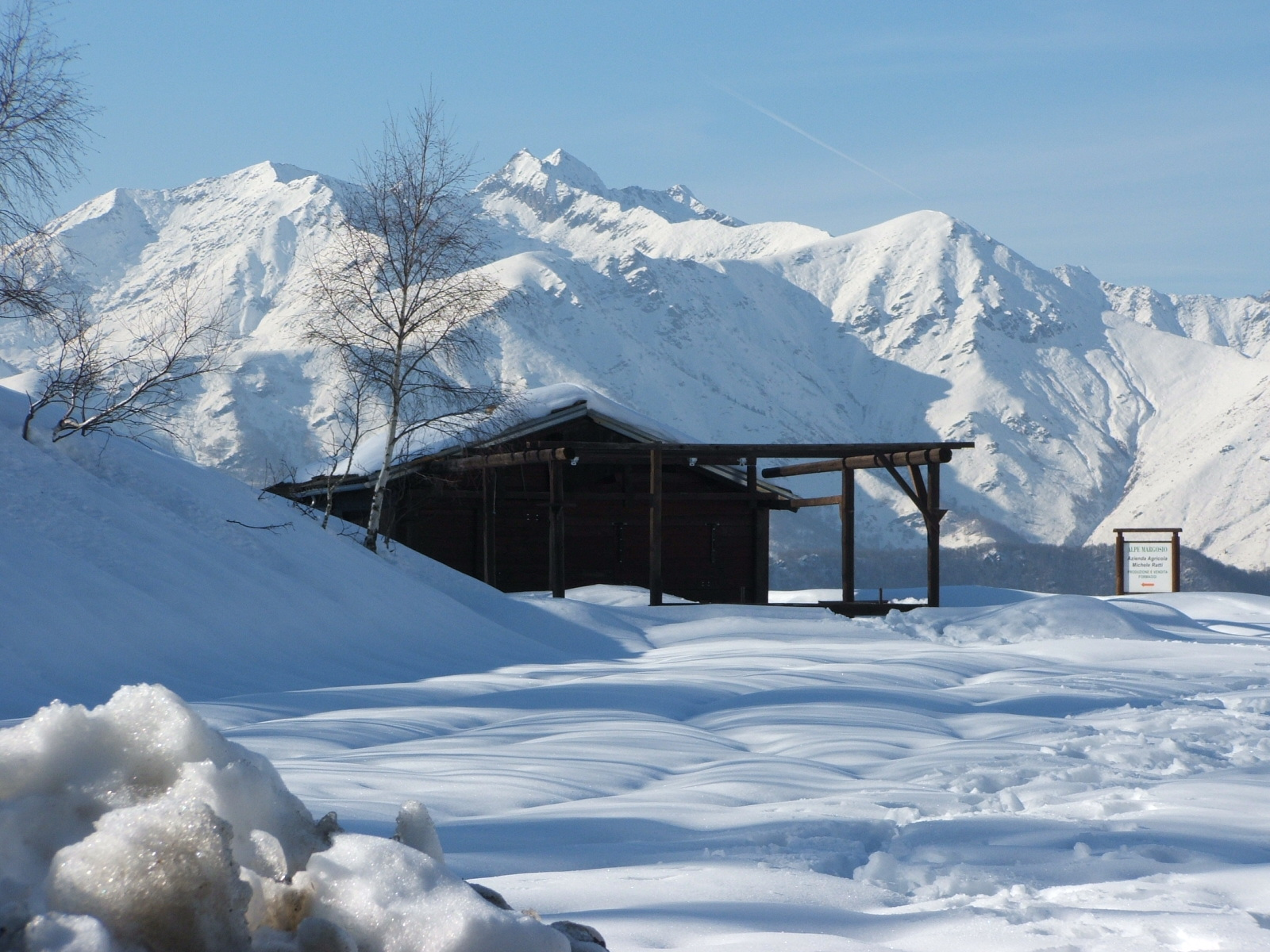
Das Gebirgstal im Winter

Das Tal Valle Sessera (auch Val Sessera oder Valsessera) ist ein Tal im nordöstlichen Piemont, das zum größten Teil in der Provinz Biella liegt, aber zum Teil auch in der Provinz Vercelli. Es entwickelt sich um den Wildbach Sessera herum. Das westliche Gebiet des Tals gehört zur Oasi Zegna (Panoramastraße Zegna), einem sehr wichtigen naturkundlichen Gebiet. Hinsichtlich der physischen Geographie gehört das Tal zum Valsesia-Tal, da der Sessera ein rechter Nebenfluss des Flusses Sesia ist und die entsprechende Mündung in Borgosesia bzw. vor dem Austritt der Sesia in die Po-Ebene liegt.

## Geographie
Das Alpental befindet sich unterhalb der Monte-Rosa-Gruppe und grenzt im Osten an das Valsesia. Im Südwesten fällt es zum Val Cervo hin, um sich in der Ebene von Vercelli zu verlieren.
Die Gemeinden des Tales haben sich in der Verwaltungsgemeinschaft Comunità montana della Valle Séssera zusammengeschlossen.

### Gemeinden im Tal

#### Provinz Biella
- Ailoche
- Caprile
- Coggiola
- Crevacuore
- Portula
- Pray
- Sostegno

#### Provinz Vercelli
- Guardabosone
- Postua

## Beschreibung
Das Tal liegt im nordöstlichen Teil der Provinz Biella im Schutz der Alpengipfel der Monte-Rosa-Gruppe und hat seine höchste Erhebung im 2556 m hohen Bo. Im Norden grenzt es an das Valsesia-Tal, im Osten an das Cervo-Tal und im Süden an das Mosso-Tal. Der höher gelegene Teil des Tals weist keine dauerhaften Ortschaften auf, sondern wird nur im Sommer von den Viehzüchtern der Gegend von Biella aufgesucht, die noch den Almauftrieb durchführen, wobei die Rinder zu den Almen hinaufgetrieben werden, an denen das Tal reich ist. Verwaltungsmäßig besteht das Gebiet nach wie vor aus montanen Verwaltungsinseln, die zu den Gemeinden der Gegend von Biella gehören, die ihren Viehzüchtern deren Benutzung für die Weidewirtschaft zuweisen. Zu Beginn des oberen Valsessera-Tals befinden sich auf den zwei gegenüberliegenden Seiten die Wallfahrtskirche von Novareia und die Wallfahrtskirche von Cavallero, die beide vom religiösen Wanderweg Coeur – Im Herzen der Wege Europas berührt werden.
Der Teil des Tals, der unterhalb von Coggiola liegt, ist dagegen dicht besiedelt und Sitz zahlreicher Industrieanlagen.

## Geschichtliche Hinweise
Das Tal war im Mittelalter Schauplatz der Bewegung des Fra Dolcino, und im Zweiten Weltkrieg diente es als Unterschlupf für die Partisanen des italienischen Widerstands.

## Naturschutz
Außer dass ein Teil zur bereits genannten Oasi Zegna gehört, wurde das obere Tal zusammen mit dem oberen Cervo-Tal in das Gebiet von gemeinschaftlicher Bedeutung (GGB) des europäischen Netzwerks Natura 2000 mit der Bezeichnung „Val Sessera“ (Code IT1130002) aufgenommen, das 10.786,73 Hektar umfasst.
Besonders relevant ist das Vorhandensein des endemischen Käfers Carabus olympiae.

## Tourismus
Der wichtigste touristische Anziehungspunkt ist das Skigebiet von Bielmonte, die Verbindungsstelle zwischen Sessera-Tal und Mosso-Tal etwas weiter östlich vom Pass Bocchetto di Sessera (1382 m s.l.m.), der zwischen den zwischen den beiden Tälern liegt. Die meisten Beherbergungsbetriebe befinden sich der Seite der Strona di Mosso, aber die Skipisten (Abfahrt und Langlauf) reichen weit in das Valsessera-Tal hinein, deren Hänge so ausgerichtet sind, dass der Schnee trotz der relativ geringen Höhe länger liegen bleibt.